# 泾河站
泾河站是位于陕西省西安市高陵区姬家街道的一个铁路车站，邮政编码710201。车站建于1941年，有咸铜铁路经过该站，现仅办理货运，不办理客运业务，车站及其上下行区间均未电气化。车站距离咸阳站28公里，隶属西安铁路局，是四等站。